# Qiu Wei
Qiu Wei (chino tradicional: 邱為; chino simplificado: 邱为; pinyin: Qiū Wéi, 694–789?) fue un poeta chino de la dinastía Tang, con uno de sus poemas incluido en la famosa antología Trescientos poemas Tang .

## Poesía
La carrera poética de Qiu Wei coincidió con el mayor florecimiento de los estilos de poesía Tang; dentro del cual, se agrupó con el Grupo de Poetas de Campos y Jardines (田园诗派), junto con poetas como Meng Haoran, Wang Wei, Chang Jian y Pei Di. Tenía un poema recopilado en Three Hundred Tang Poems ; que es un estilo antiguo de cinco caracteres (Gushi) de la forma de poesía clásica china, traducido por Witter Bynner como "DESPUÉS DE PERDER EL RECLUSIVO EN LA MONTAÑA OCCIDENTAL".